# Diego Lopes
Hipólito Diego da Silva Lopes, noto semplicemente come Diego Lopes (San Paolo, 3 maggio 1994), è un calciatore brasiliano, centrocampista svincolato.

## Caratteristiche tecniche
Gioca come trequartista.

## Carriera
Diego Lopes entra nel Benfica all'età di 14 anni, fino ad arrivare in prima squadra nel 2012. Per l'annata seguente viene ceduto in prestito al Rio Ave, con cui esordisce da professionista il 2 settembre 2012 al 72º minuto della sfida contro l'Académica de Coimbra pareggiata 0-0. La prima rete in carriera arriva il 26 settembre in una gara di Taça da Liga contro il Freamunde.
Il 3 agosto 2013, rientrato dal prestito, sigla un nuovo accordo con il Rio Ave, questa volta a titolo definitivo firmando un quinquennale. La prima rete in Primeira Liga arriva un anno dopo, il 17 agosto 2014, alla prima giornata contro il Vitória Setúbal (2-0), aprendo le marcature al 54'.